# Halowe Mistrzostwa Europy w Lekkoatletyce 1990 – skok o tyczce mężczyzn
Skok wzwyż mężczyzn – jedna z konkurencji technicznych rozgrywanych podczas halowych lekkoatletycznych mistrzostw Europy w  hali Kelvin Hall w Glasgow. Rozegrano od razu finał 4 marca 1990. Zwyciężył reprezentant Związku Radzieckiego Rodion Gataullin. Tytułu zdobytego na poprzednich mistrzostwach nie obronił Grigorij Jegorow z ZSRR, który tym razem zdobył srebrny medal.

## Rezultaty

### Finał
Opracowano na podstawie materiału źródłowego.
| Miejsce | Zawodnik            | Wynik | Uwagi |
| ------- | ------------------- | ----- | ----- |
| 1       | Rodion Gataullin    | 5,80  |       |
| 2       | Grigorij Jegorow    | 5,75  |       |
| 3       | Hermann Fehringer   | 5,70  |       |
| 3       | Thierry Vigneron    | 5,70  |       |
| 5       | István Bagyula      | 5,60  |       |
| 6       | Javier García       | 5,60  |       |
| 6       | Nikołaj Nikołow     | 5,60  |       |
| 8       | Philippe d’Encausse | 5,40  |       |
| 9       | Asko Peltoniemi     | 5,40  |       |
| 10      | Andy Ashurst        | 5,20  |       |
| 10      | Andrea Pegoraro     | 5,20  |       |
| 12      | Ignacio Paradinas   | 5,20  |       |
| 13      | Galin Nikow         | 5,20  |       |
| 14      | Gianni Iapichino    | 5,20  |       |
| –       | Philippe Collet     | NM    |       |
| –       | Dełko Łesew         | NM    |       |
| –       | Peter Widén         | NM    |       |